# Theobaldus van Hoghelande
Theobaldus van Hoghelande, auch Hohelande (* um 1560 in Middelburg; † 1608 vermutlich in Leiden) war ein niederländischer Alchemist, der in Middelburg wirkte.

## Identität
Einige identifizieren Hoghelande auch mit dem Autor Ewald van Hoghelande (der manchmal auch mit dem alchemistischen Autor Ewald Vogel[ius] gleichgesetzt wird), nach anderen sind sie Brüder. Das Buch Kurzer Bericht und klarer Beweis, dass die Alchemie… ein sonderbar Geschenck Gottes (Leipzig 1604) von Ewald von Hoghelande gibt vor, seinen Bruder Theobald von der Wahrhaftigkeit der Alchemie zu überzeugen. Christian Gottlieb Jöcher und Ferguson sehen Ewald und Theobald als unterschiedliche Personen an. Nach R. J. W. Evans, dem Biografen von Rudolf II. war er zeitweise in Prag am Hof von Rudolf II. und erhielt dort Informationen über Ramon Llull vom spanischen Botschafter San Clemente, der sich einer Verwandtschaft mit Lull rühmte.

## Leben
Hoghelande war der zweite Sohn des Jasper Eewoutsz. van Hogelande († um 1570). Am 19. Mai 1580 schrieb er sich als Student der Medizin und der Sieben freie Künste an der Akademie in Leiden ein. Er wohnte bei seinem älteren Bruder Johan van Hogelande (1546–1614) und seiner Schwägerin Aechte (geborene van Beaumont). Er hatte eine gute Erziehung genossen. 1581 verließ er Leiden und kam nach Paris, wo er die alchemistische Literatur kennenlernte. Anschließend begab er sich nach Italien, wo er viele Alchemisten traf. 1583 kehrte er kurzzeitig in die Niederlande zurück und beschäftigte sich mit alchemistischen Experimenten. Aus Geldmangel musste er diese für einige Jahre einstellen. Im Jahr 1589 bereiste er Europa und kam über Lothringen, das Elsass, die Schweiz, die Lombardei, Venedig, Tirol, Idria, Kärnten, Bayern und die Pfalz nach Köln, wo er gemeinsam mit einem gleichgesinnten seine Experimente fortsetzte. Da diese wenig erfolgreich verliefen begab er sich erneut auf seine Reise, die ihn über Österreich und Ungarn nach Rumänien führte. Hier stellte er für Justus Lipsius eine Reihe römischer Inschriften des Apuleius zusammen. 1592 kehrte er über Polen und Schlesien nach Leiden zurück, wo er sich am 18. Dezember erneut als Medizinstudent einschrieb, sich aber schon im Folgejahr dauerhaft in Köln niederließ. Ob er dort starb oder nach Leiden zurückkehrte, ist nicht geklärt.
Cornelis van Hoghelande (1590–1650/51) soll sein Sohn gewesen sein.

## Schriften
In seinen Schriften verteidigte er die Alchemie gegen Kritiker. Einige seiner Schriften sind im Theatrum Chemicum abgedruckt.
- De alchemia difficultatibus Theobaldi de Hoghelande Mittelburgensis Liber. Henricus Falckenberg, Köln 1594 (Latein, digital.slub-dresden.de) – auch als Merces Alchymistarum 1610.
  - Deutsche Übersetzungen: Abhandlung von den Hindernissen bey der Alchemie. Gotha 1749, Von den Irrwegen der Alchemisten. Frankfurt 1600.
- De lapidis physici conditionibus Liber. Henricus Falckenberg, Köln 1595 (Latein, archive.org – Autor Ewaldo Vogelio).
- Historiae aliquot transmutationis metallicae. Köln 1604 (Latein, Textarchiv – Internet Archive – als Ewald van Hoghelande mit Biographie von Ramon Llull).
  - Kurzer Bericht und klarer Beweis, dass die Alchemie… ein sonderbar Geschenck Gottes. Bernhard Gualther, Leipzig 1604 (digital.slub-dresden.de – er schrieb das Werk an seinen Bruder Johannes von Hohelande).
- De Alchimiæ difficultatibus liber. In: Theatrum chemicum … Band 1. Eberhard Zetzner, 1659, S. 109–191 (Latein, Textarchiv – Internet Archive).